# Mitologie świata

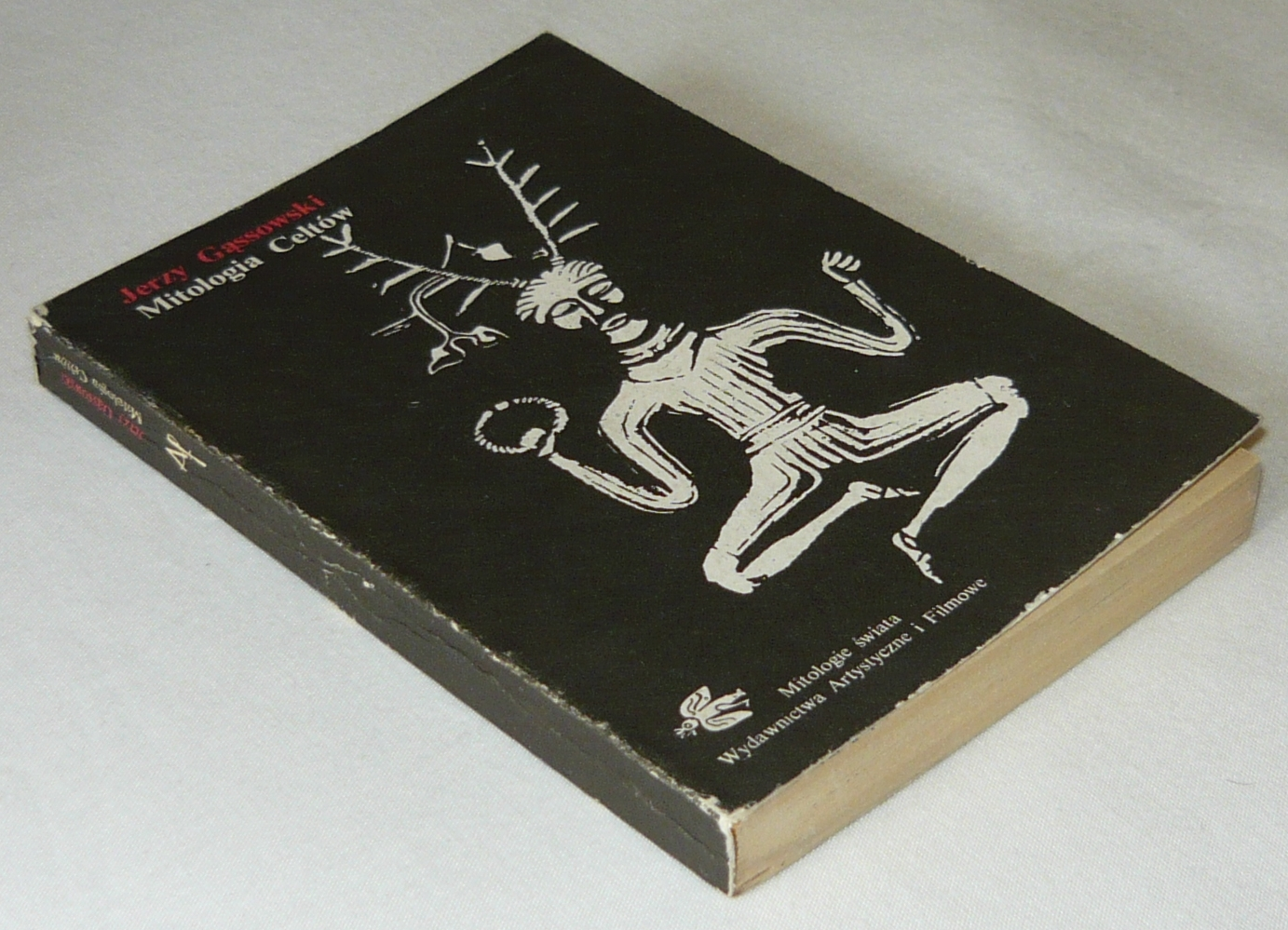
Mitologia Celtów Jerzego Gąssowskiego

Mitologie świata – seria wydawnicza Wydawnictw Artystycznych i Filmowych. Mimo że książki z serii wydawane są w małym formacie i mają najczęściej po dwieście kilkadziesiąt stron, seria słynie z wysokiego poziomu merytorycznego. W serii znajdują się zarówno mitologie powszechne, np. Grecji, Rzymu, Celtów, Azteków, jak i mniej znane, np. Mezopotamii, Korei, ludów Syberii, hetyckiej Anatolii. Mitologia germańska ukazała się poza serią, ma pomarańczową okładkę i jest w bardzo dużym formacie.

## Książki z serii
- Mitologia Celtów – Jerzy Gąssowski
- Mitologia Azteków – Maria Frankowska
- Mitologia hetyckiej Anatolii – Maciej Popko
- Mitologia Mezopotamii – Krystyna Łyczkowska, Krystyna Szarzyńska
- Mitologia Arabów – Ryszard Piwiński
- Mitologia starożytnego Egiptu – Jadwiga Lipińska, Marek Marciniak
- Mitologia chińska – Mieczysław J. Künstler
- Mitologia Japonii – Jolanta Tubielewicz
- Mitologia Korei – Halina Ogarek-Czoj
- Mitologia Czarnej Afryki – Zofia Sokolewicz
- Mitologia starożytnej Grecji – Michał Pietrzykowski
- Mitologia starożytnej Italii – Aleksander Krawczuk
- Mitologia ludów Syberii – Maria Magdalena Kośko
- Mitologia Iranu – Maria Składankowa
- Mitologia indyjska – Marta Jakimowicz-Shah, Andrzej Jakimowicz
- Mitologia Słowian – Aleksander Gieysztor
- Mitologia bałtyjska – Jerzy Suchocki

### Poza serią
- Mitologia germańska – Stanisław Piekarczyk